# دقيق موز

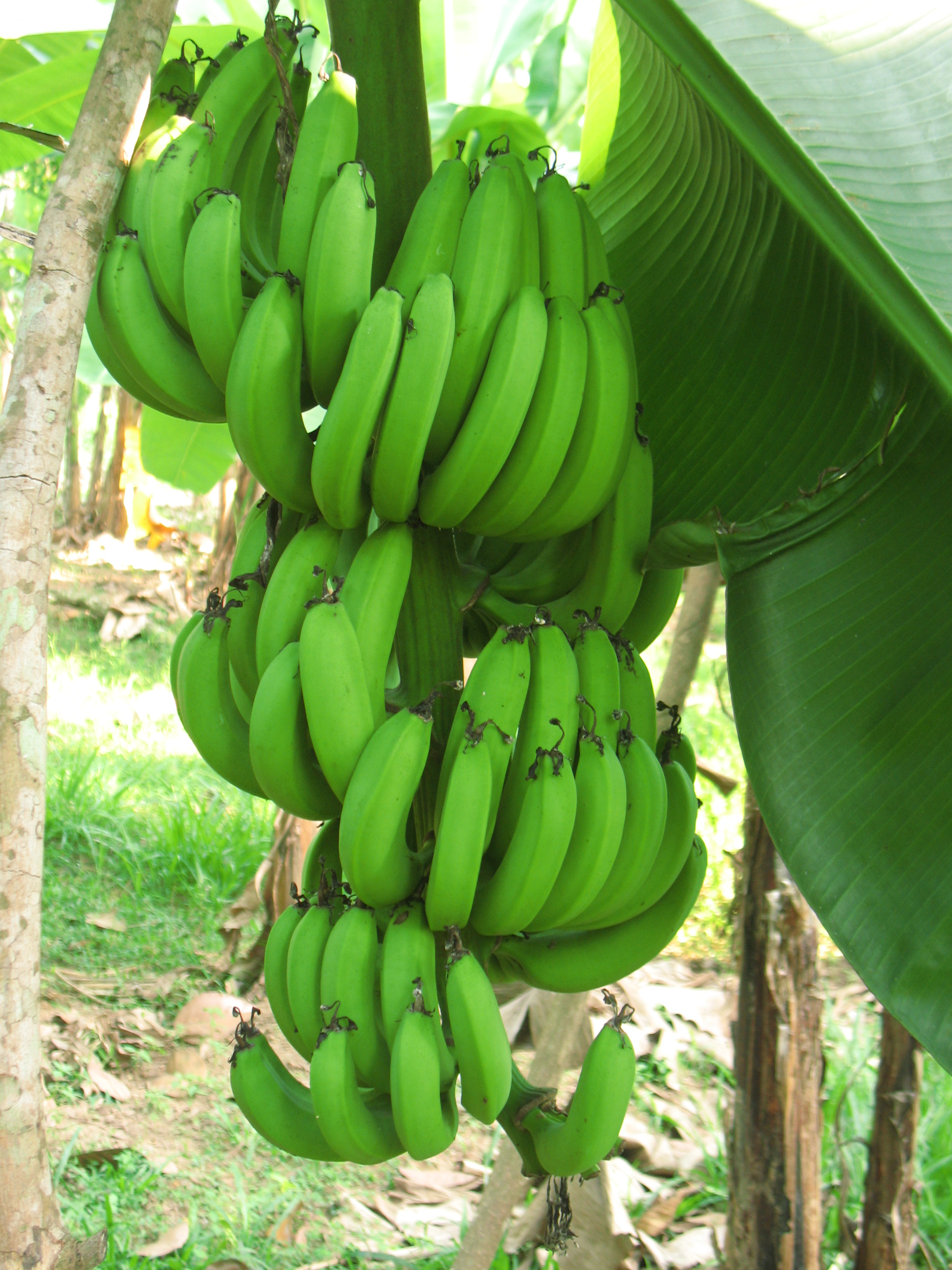

دقيق الموز هو مسحوق يُصنع تقليديًا من الموز الأخضر. يذكر التاريخ أن دقيق الموز كان يُصنع في أفريقيا وجامايكا لأنه بديل رخيص لدقيق القمح. عادة ما يُستخدم هذا الدقيق الآن بديلًا لأنواع دقيق القمح المختلفة لأنه خال من الجلوتين. حيث شجعت بعض الحميات الغذائية مثل حمية العصر الحجري والحميات الأساسية وبعض بحوث الصحة الحديثة على استهلاك هذا النوع من الدقيق. يتميز دقيق الموز بوجود نكهة موز خفيفة للغاية فيه وذلك بسبب استعمال الموز الأخضر في تحضيره، ولكن حينما يتم طبخه تختفي النكهة تمامًا. ويتمتع دقيق الموز بملمس ناعم يشبه دقيق القمح، ولكن يُستخدم في الوصفات التي يدخل دقيق الموز فيها بديلاً لدقيق القمح كمية دقيق موز تقل بنسبة 25% عن تلك التي كان ممكن استخدامها من دقيق القمح مما يجعله بديلاً جيدًا لدقيق القمح والدقيق الأبيض الكامل. تزداد شعبية دقيق الموز عند المصابين بالداء البطني ومن يتبعون الحميات الغذائية الخالية من الجلوتين.